# Astragalus tmoleus
Astragalus tmoleus är en ärtväxtart som beskrevs av Pierre Edmond Boissier. Astragalus tmoleus ingår i släktet vedlar, och familjen ärtväxter. Inga underarter finns listade i Catalogue of Life.